# Philémon Yang
Philémon Yunji Yang (Jikejem-Oku, 14 de junho de 1947) é um político camaronês Primeiro-ministro dos Camarões de 30 de junho de 2009 a 4 de janeiro de 2019.
Anteriormente, foi secretário-geral adjunto n.° 1 da Presidência da República de Camarões, com o posto de Ministro, de 2004 até 2009. Ele serviu no governo de 1975 até 1984 e foi embaixador dos Camarões no Canadá, de 1984 até 2004.